# Discothyrea poweri
Discothyrea poweri är en myrart som först beskrevs av Arnold 1916.  Discothyrea poweri ingår i släktet Discothyrea och familjen myror. Inga underarter finns listade i Catalogue of Life.

## Bildgalleri

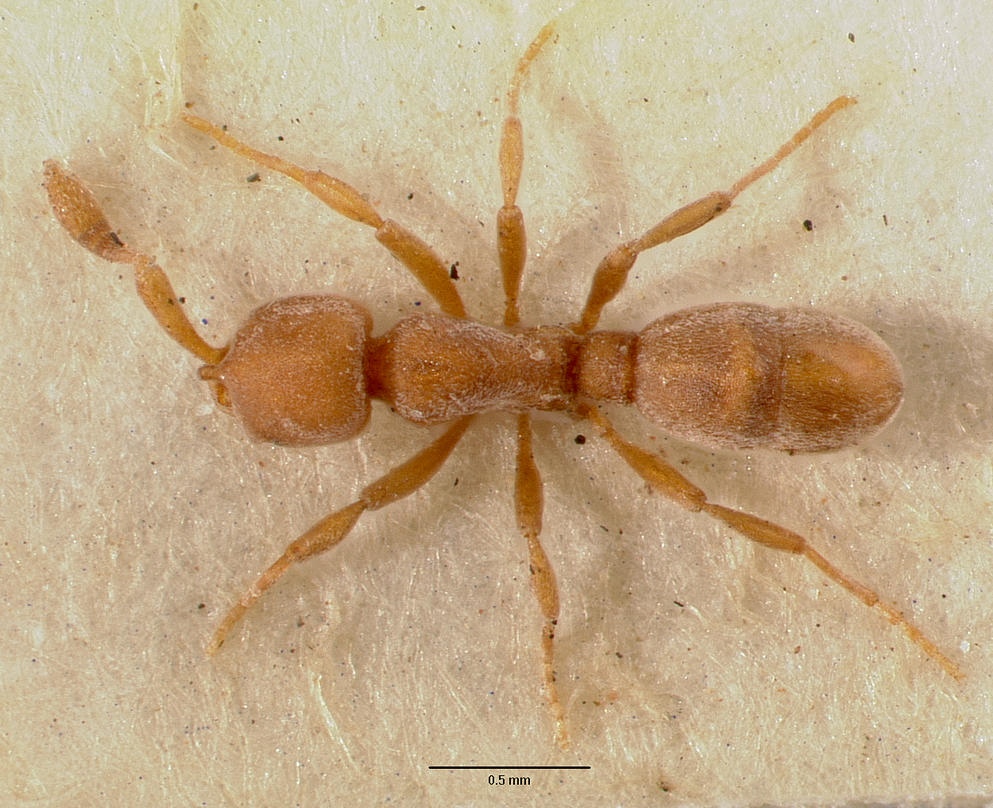
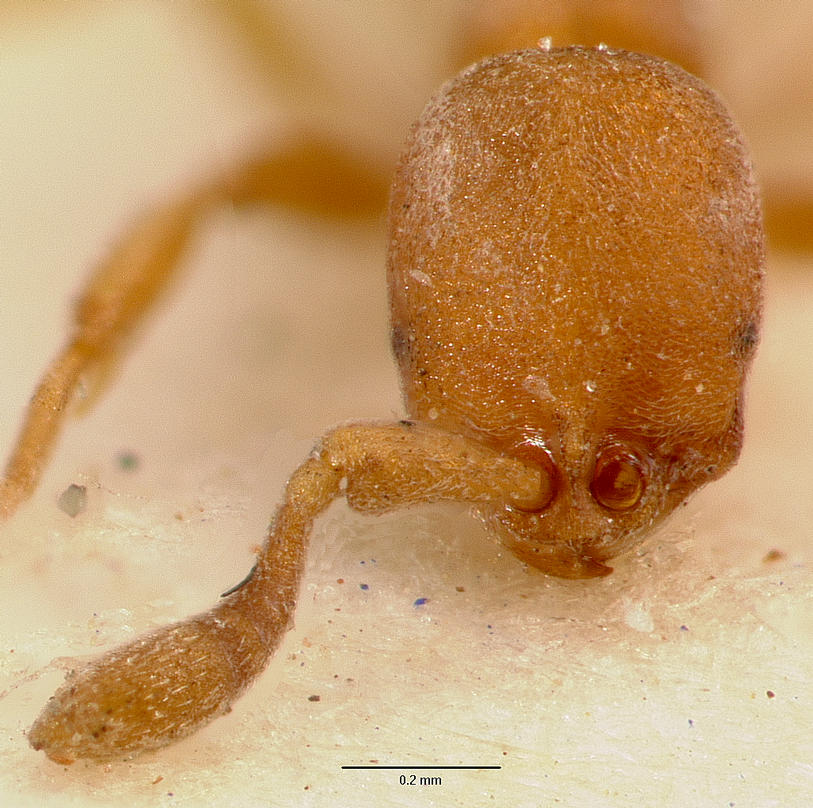
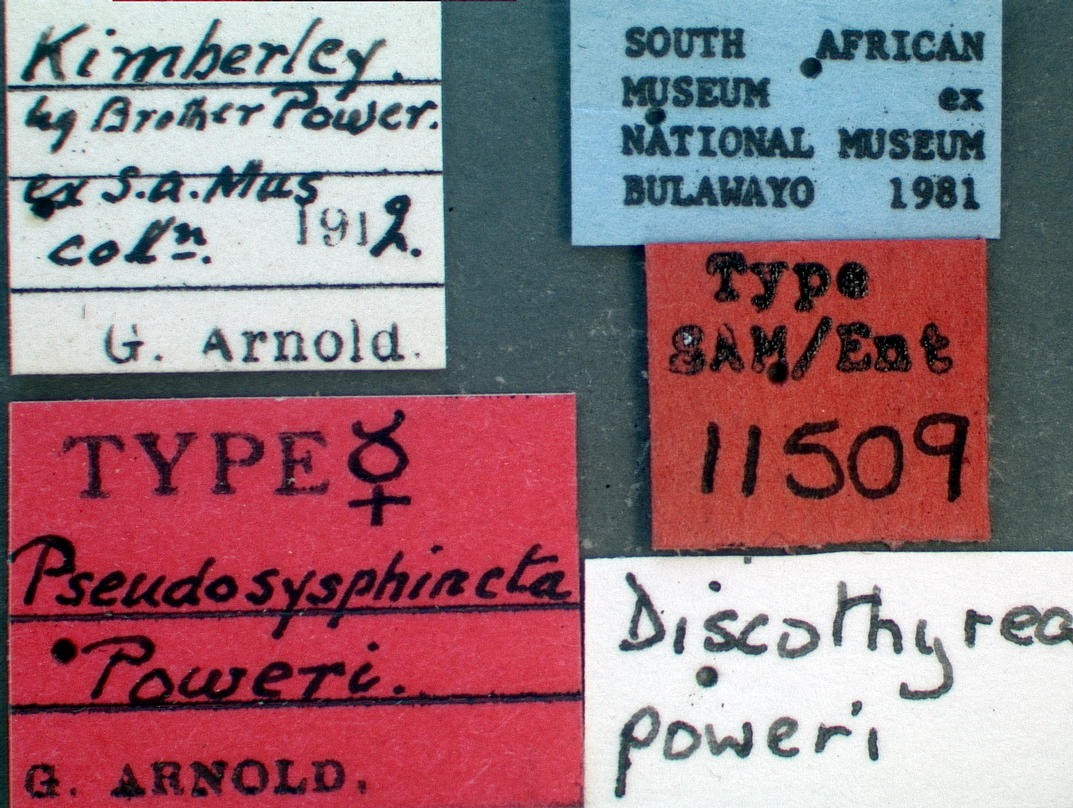
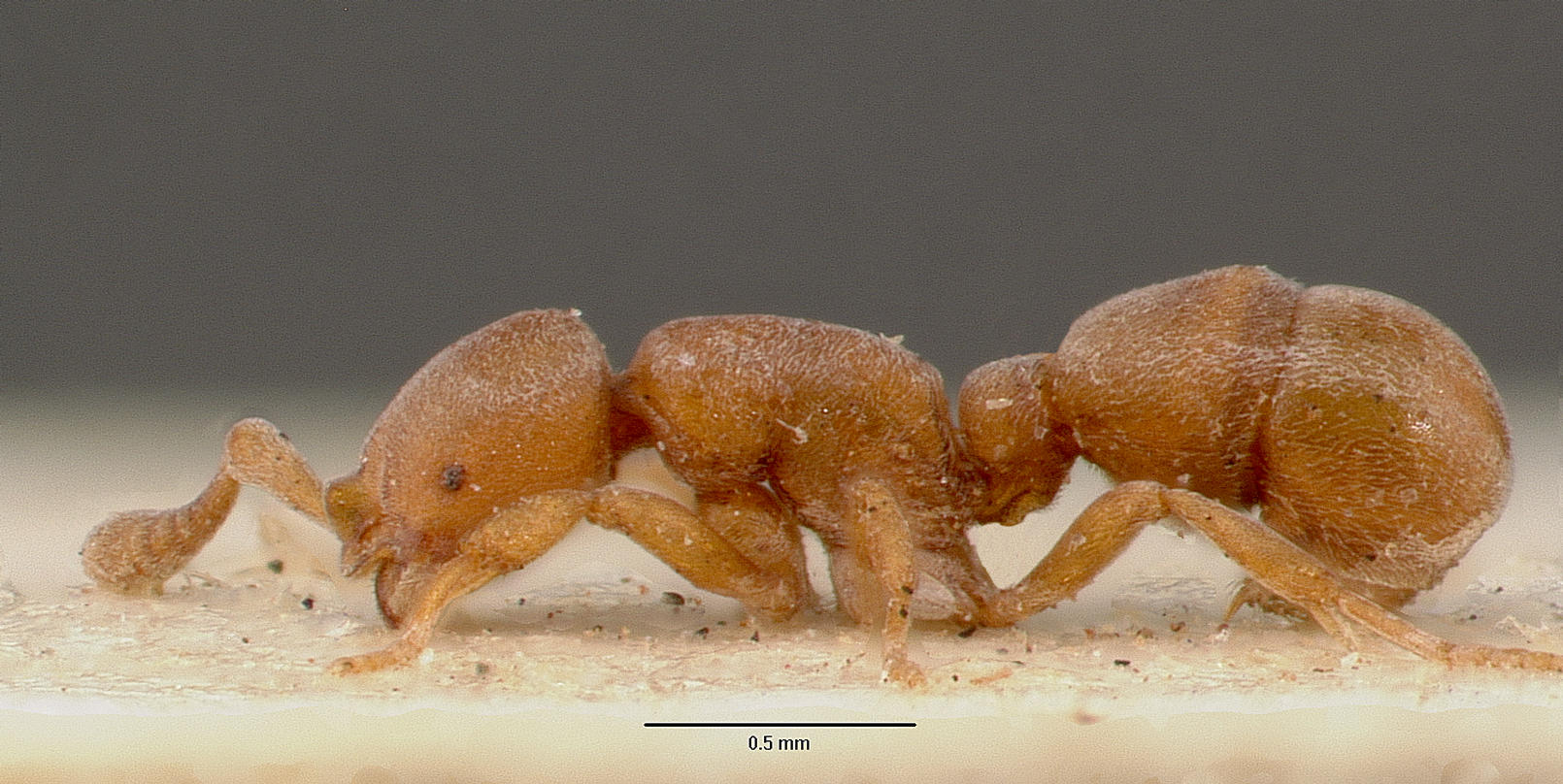
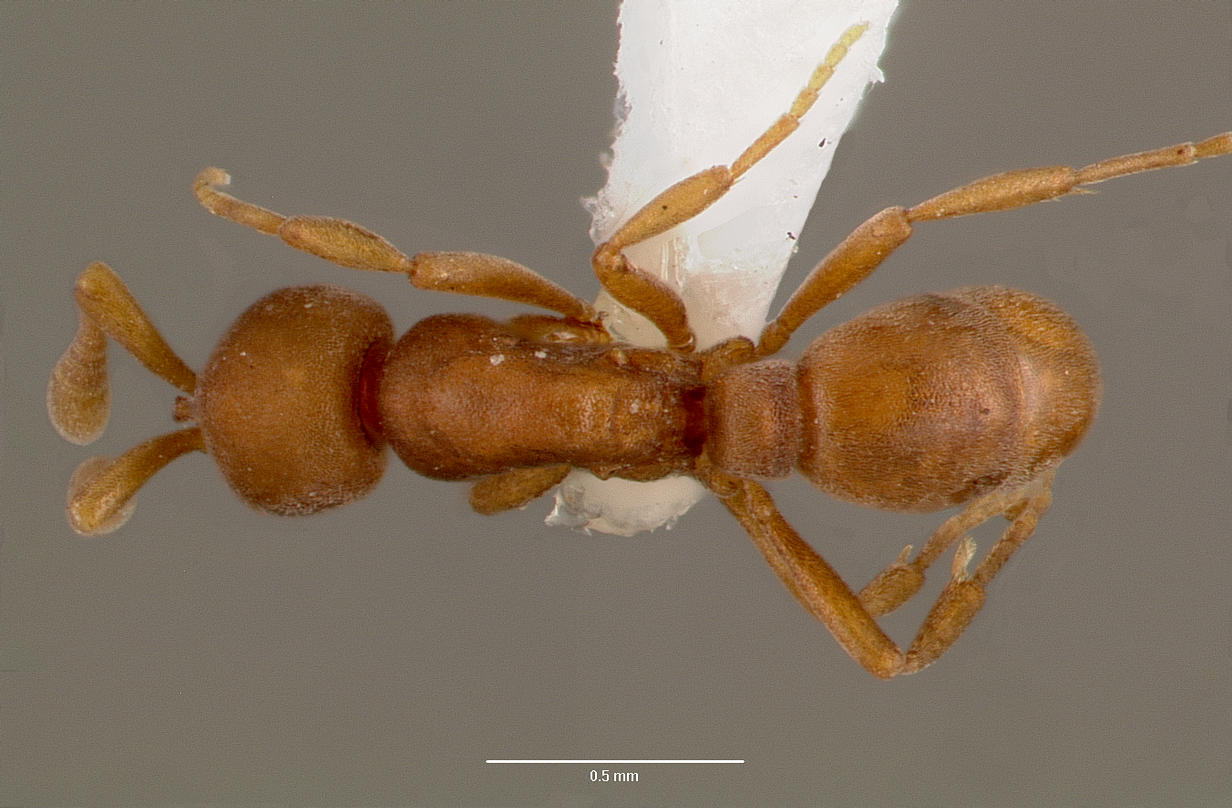
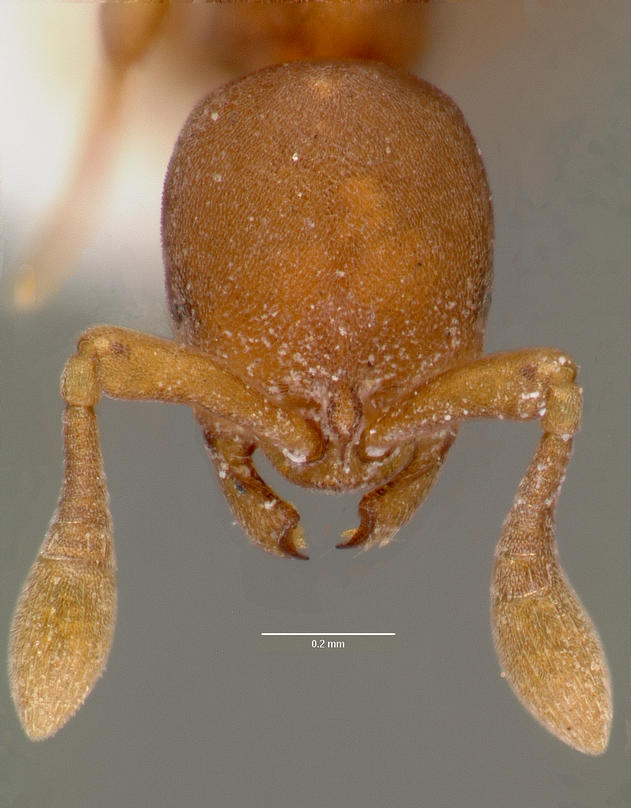